# César García
Pour les articles homonymes, voir César et García.
Orencio García Gonzalez, dit César, né à Madrid le 10 avril 1920 et mort à Paris 18e le 15 août 1964, est un illustrateur français.

## Parcours
Né à Madrid le 10 avril 1920, il rejoint la France après la guerre civile espagnole. Il commence sa carrière comme illustrateur dans L'Essor en 1946. En 1947, son nom apparaît dans L'Os libre, Le Hérisson, Marius et La Presse.
César se concentre par la suite sur l'illustration et la caricature des évènements de la vie quotidienne en tant que dessinateur de presse, caricaturiste politique, affichiste et illustrateur. Il collabore alors avec des magazines comme Ridendo, Humour Magazine et Boléro. Journaliste dessinateur régulier du Canard enchaîné, où il est un ami du chroniqueur Roland Bacri, de Gabriel Macé et de Pino Zac, il crée en particulier pour ce célèbre hebdomadaire satirique Les Aventures de Malabar, avec le Général de Gaulle en lieu et place de l'éléphant Babar, de 1958 à 1964. On trouve aussi ses dessins dans de nombreux titres dont l'Almanach Vermot, Le Crapouillot, les Dernières Nouvelles d'Alsace et la Vie ouvrière.
Il illustre des livres pour enfants, des romans, des essais, comme Adam premier homme, et Ève, son épouse de Jacques Petit.
Dans le cadre de la bande dessinée, César travaille également pour OK (deux histoires de Jim Okay 1947-1948), Goupil en 1946 pour lequel il dessine Bidule et P'tit Sou dans la planète Mars, L'Intrépide et Pierrot. Il est aussi le créateur de Patinot et Ballinette (1949-1951), de Cézardette et Polochon (1948-1949) et de Zip le lutin martien dans Francs-Jeux. De même, il collabore à Vaillante, le journal des fillettes, avec entre autres Le reportage photographique de Ficelle (numéros 35 à 46). Il signe ses travaux, surtout en bande dessinée, d'une salamandre en bas de page.
Marié et père de deux enfants, César meurt le 15 août 1964 dans le 18e arrondissement de Paris.